# Anri

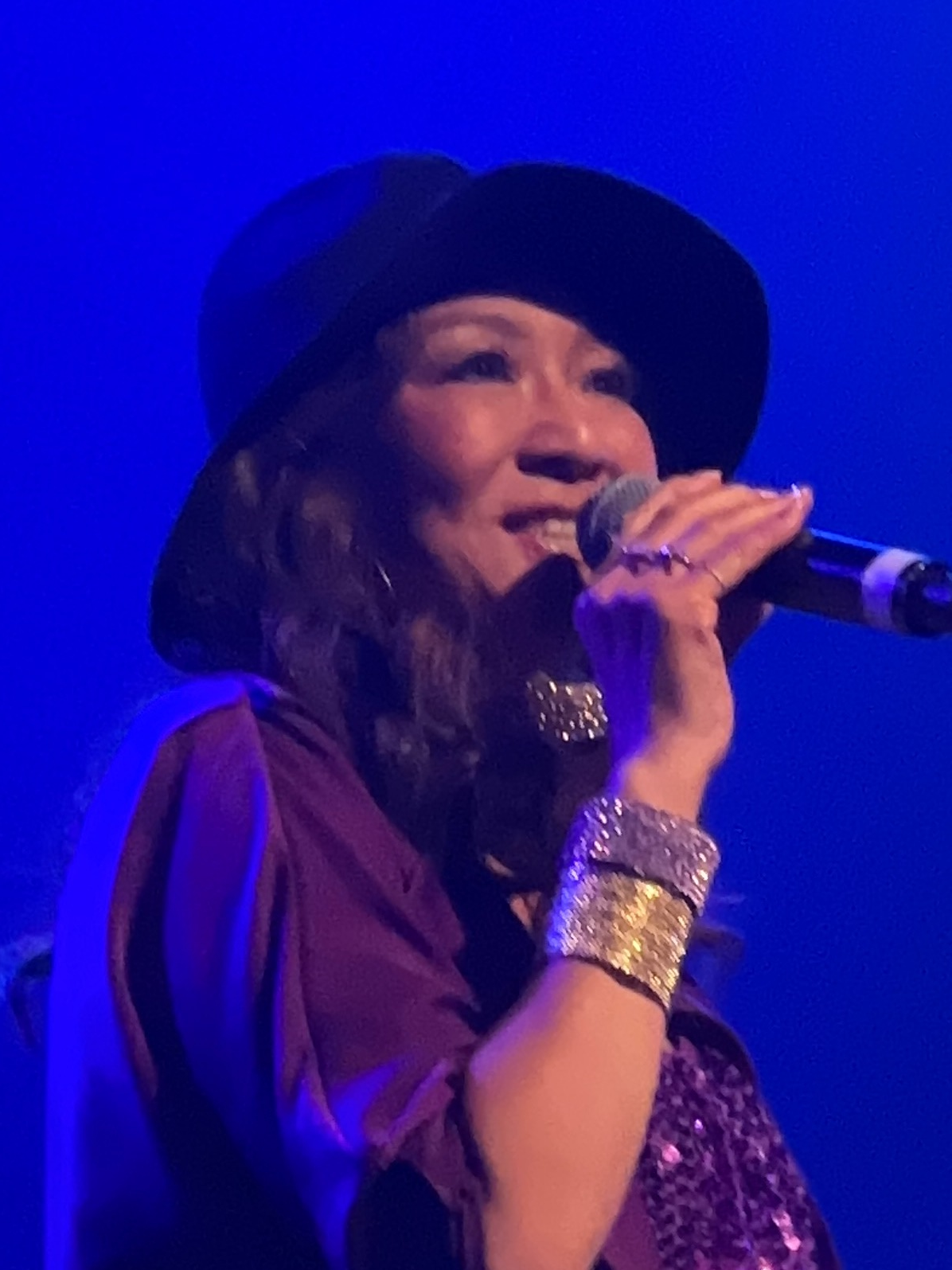
Anri (2023)

Eiko Kawashima (川島 栄子, Kawashima Eiko, geboren am 31. August 1961), bekannt als Anri (杏里), ist eine japanische Popsängerin und Songschreiberin aus Yamato, Präfektur Kanagawa.

## Leben
Ihre erste Veröffentlichung war 1978 Oribia o Kikinagara (While Listening to Olivia), geschrieben von Amii Ozaki. Ihr Lied "Cat's Eye" wurde 1983 als erste Eröffnungsmelodie für die gleichnamige Anime-Serie Cat's Eye verwendet und debütierte als Nr. 1 in Countdown Japan. Es blieb 4 Wochen auf Platz 1 der Oricon-Charts und war einer der ersten J-Pop-Songs, der als Anime-Titelsong verwendet wurde. Im Jahr 2017 sang sie dieses Lied unter anderem live bei der Eröffnung der Eisshow Fantasy on Ice.
Ein weiterer ihrer Hits aus dem Jahr 1983 war "Kanashimi ga Tomaranai" ("I Can't Stop the Loneliness"). Beide Lieder erschienen auf dem Album Timely!!! von 1983. Sie trat auch beim Red and White New Year's Music Special am Ende desselben Jahres auf und sang "Cat's Eye".
Zu ihren weiteren Hits gehören Summer Candles und Dolphin Ring, die beide zu Standardsongs wurden, die auf japanischen Hochzeiten und Empfängen gespielt wurden. In den 1980er und frühen 1990er Jahren waren Anris Alben Bestseller. Sie hatte sehr erfolgreiche Tourneen – eine mit fast 100.000 Zuschauern – und tourte 1987 zum ersten Mal durch Hawaii. Bei der Abschlusszeremonie der Olympischen Winterspiele 1998 sang sie das Folklorelied Furusato. 2002 begann sie ihre Zusammenarbeit mit dem Jazz-Fusion-Gitarristen Lee Ritenour, der 2002 ihre LP Smooth Jam – Quiet Storm produzierte.
Mit der erneuten Popularität des City-Pop und der Tatsache, dass ihre Songs von vielen neuen Künstlern des Vaporwave- und Future-Funk-Genres gesampelt wurden, hat Anri auch außerhalb Japans neue Popularität erlangt.

## Diskografie

### Studioalben
| Jahr | Titel Musiklabel                                         | Höchstplatzierung, Gesamtwochen, AuszeichnungChartsChartplatzierungen (Jahr, Titel, Musiklabel, Platzierungen, Wochen, Auszeichnungen, Anmerkungen) | Anmerkungen                            |
| Jahr | Titel Musiklabel                                         | JP | Anmerkungen                            |
| ---- | -------------------------------------------------------- | --- | -------------------------------------- |
| 1978 | Anri: Apricot Jam (杏里: Apricot Jam) For Life           | — | Erstveröffentlichung: 1978             |
| 1979 | Feelin’ For Life                                         | — | Erstveröffentlichung: 1979             |
| 1981 | Kanashimi no Kujaku (哀しみの孔雀, Sad Peacock) For Life | — | Erstveröffentlichung: 1981             |
| 1982 | Heaven Beach For Life                                    | JP42 (3 Wo.)JP | Erstveröffentlichung: 1982             |
| 1983 | Bi・Ki・Ni For Life                                      | — | Erstveröffentlichung: 1983             |
| 1983 | Timely For Life                                          | JP39 (5 Wo.)JP | Erstveröffentlichung: 1983             |
| 1984 | Coool For Life                                           | — | Erstveröffentlichung: 1984             |
| 1985 | Wave For Life                                            | — | Erstveröffentlichung: 1985             |
| 1986 | Mystique For Life                                        | — | Erstveröffentlichung: 1986             |
| 1986 | Trouble in Paradise For Life                             | — | Erstveröffentlichung: 1986             |
| 1987 | Summer Farewells For Life                                | — | Erstveröffentlichung: 2. Mai 1987      |
| 1988 | Boogie Woogie Mainland For Life                          | JP2 (28 Wo.)JP | Erstveröffentlichung: 21. Mai 1988     |
| 1990 | Circuit of Rainbow For Life                              | JP1 ×2Doppelplatin · (28 Wo.)JP | Erstveröffentlichung: 1. Januar 1990   |
| 1990 | Mind Cruisin’ For Life                                   | JP1 ×2Doppelplatin · (18 Wo.)JP | Erstveröffentlichung: 23. Juni 1990    |
| 1991 | Neutral For Life                                         | JP2 ×2Doppelplatin · (19 Wo.)JP | Erstveröffentlichung: 1. Juni 1991     |
| 1992 | Moana Lani For Life                                      | JP3 Platin · (13 Wo.)JP | Erstveröffentlichung: 24. Juni 1992    |
| 1993 | 1／2 ＆ 1／2 For Life                                    | JP1 Platin · (12 Wo.)JP | Erstveröffentlichung: 25. August 1993  |
| 1996 | Angel Whisper For Life                                   | JP4 Gold · (7 Wo.)JP | Erstveröffentlichung: 29. Juli 1996    |
| 1997 | Twin Soul For Life                                       | JP9 (6 Wo.)JP | Erstveröffentlichung: 8. Oktober 1997  |
| 1998 | Moonlit Summer Tales For Life                            | JP5 Gold · (10 Wo.)JP | Erstveröffentlichung: 15. Juli 1998    |
| 1999 | Ever Blue For Life                                       | JP24 (5 Wo.)JP | Erstveröffentlichung: 23. Juni 1999    |
| 2000 | The Beach House For Life                                 | JP20 (5 Wo.)JP | Erstveröffentlichung: 19. Juli 2000    |
| 2001 | My Music Dolphin Hearts                                  | JP48 (2 Wo.)JP | Erstveröffentlichung: 24. Oktober 2001 |
| 2005 | Sol Nippon Columbia                                      | — | Erstveröffentlichung: 2. November 2005 |
| 2015 | Smooth & Groove IVY Records                              | — | Erstveröffentlichung: 19. August 2015  |
| 2018 | Anri IVY Records                                         | JP38 (2 Wo.)JP | Erstveröffentlichung: 1. August 2018   |

grau schraffiert: keine Chartdaten aus diesem Jahr verfügbar

### Coveralben
| Jahr | Titel Musiklabel                                  | Höchstplatzierung, Gesamtwochen, AuszeichnungChartsChartplatzierungen (Jahr, Titel, Musiklabel, Platzierungen, Wochen, Auszeichnungen, Anmerkungen) | Anmerkungen                              |
| Jahr | Titel Musiklabel                                  | JP | Anmerkungen                              |
| ---- | ------------------------------------------------- | --- | ---------------------------------------- |
| 2002 | Smooth Jam: Aspasia Nippon Crown                  | — | Erstveröffentlichung: 22. Mai 2002       |
| 2002 | Smooth Jam: Quiet Storm Nippon Crown              | — | Erstveröffentlichung: 21. November 2002  |
| 2007 | Tears of Anri Universal Music Japan               | JP25 (9 Wo.)JP | Erstveröffentlichung: 12. September 2007 |
| 2008 | Tears of Anri II Universal Music Japan            | JP30 (6 Wo.)JP | Erstveröffentlichung: 16. Juli 2008      |
| 2009 | Anri Again – Best of Myself Universal Music Japan | JP44 (4 Wo.)JP | Erstveröffentlichung: 2. Dezember 2009   |
| 2013 | Surf City -Coool Breeze- IVY Records              | JP19 (8 Wo.)JP | Erstveröffentlichung: 10. Juli 2013      |
| 2014 | Surf & Tears IVY Records                          | — | Erstveröffentlichung: 25. Juni 2014      |

### Livealben
| Jahr | Titel Musiklabel     | Höchstplatzierung, Gesamtwochen, AuszeichnungChartsChartplatzierungen (Jahr, Titel, Musiklabel, Platzierungen, Wochen, Auszeichnungen, Anmerkungen) | Anmerkungen                         |
| Jahr | Titel Musiklabel     | JP | Anmerkungen                         |
| ---- | -------------------- | --- | ----------------------------------- |
| 2017 | Fun Time IVY Records | — | Erstveröffentlichung: 12. Juli 2017 |

### Kompilationen
| Jahr | Titel Musiklabel                                                                                             | Höchstplatzierung, Gesamtwochen, AuszeichnungChartsChartplatzierungen (Jahr, Titel, Musiklabel, Platzierungen, Wochen, Auszeichnungen, Anmerkungen) | Anmerkungen                                                                         |
| Jahr | Titel Musiklabel                                                                                             | JP | Anmerkungen                                                                         |
| ---- | --- | --- | ----------------------------------------------------------------------------------- |
| 1980 | Anri the Best For Life                                                                                       | JP34 (4 Wo.)JP | Erstveröffentlichung: 1980                                                          |
| 1980 | Anri: The Best (杏里 ザ・ベスト) For Life                                                                    | — | Erstveröffentlichung: 1980                                                          |
| 1982 | Omoikiri American ~ I Love Popping World, Anri ~ (思いきりアメリカン 〜I Love Poping World, Anri〜) For Life | — | Erstveröffentlichung: 1982                                                          |
| 1986 | The Anri (ザ・杏里) For Life                                                                                 | — | Erstveröffentlichung: 1986                                                          |
| 1987 | Meditation For Life                                                                                          | JP3 (20 Wo.)JP | Erstveröffentlichung: 21. November 1987                                             |
| 1988 | My Favorite Songs For Life                                                                                   | JP8 (46 Wo.)JP | Erstveröffentlichung: 21. Juli 1988                                                 |
| 1991 | My Favorite Songs 2 For Life                                                                                 | JP2 Platin · (18 Wo.)JP | Erstveröffentlichung: 21. Dezember 1991                                             |
| 1994 | 16th Summer Breeze For Life                                                                                  | JP1 Platin · (15 Wo.)JP | Erstveröffentlichung: 8. Juli 1994                                                  |
| 1995 | Opus 21 For Life                                                                                             | JP1 Gold · (9 Wo.)JP | Erstveröffentlichung: 1. September 1995                                             |
| 2000 | Anri the Best For Life                                                                                       | JP8 Gold · (13 Wo.)JP | Erstveröffentlichung: 24. Mai 2000                                                  |
| 2003 | R134 Ocean Delights For Life                                                                                 | JP34 (8 Wo.)JP | Erstveröffentlichung: 23. Juli 2003                                                 |
| 2007 | A Day in the Summer For Life                                                                                 | — | Erstveröffentlichung: 17. Oktober 2007 das Beste aus 16th Summer Breeze und Opus 21 |
| 2011 | Heart to Heart 〜with you〜 Warner Music Japan                                                               | JP50 (7 Wo.)JP | Erstveröffentlichung: 6. Juli 2011                                                  |
| 2016 | Melodies: Smooth & Groove Warner Music Japan                                                                 | — | Erstveröffentlichung: 3. August 2016                                                |
| 2021 | ANRI Voice to Voice Disc Union                                                                               | — | Erstveröffentlichung: 2021                                                          |

grau schraffiert: keine Chartdaten aus diesem Jahr verfügbar

### Singles
| Jahr | Titel Album                                                                                           | Höchstplatzierung, Gesamtwochen, AuszeichnungChartsChartplatzierungen (Jahr, Titel, Album, Platzierungen, Wochen, Auszeichnungen, Anmerkungen) | Anmerkungen                              |
| Jahr | Titel Album                                                                                           | JP | Anmerkungen                              |
| ---- | --- | --- | ---------------------------------------- |
| 1978 | Olivia wo Kikinagara（オリビアを聴きながら） –                                                        | — | Erstveröffentlichung: 1978               |
| 1979 | Chichuukai Dream（地中海ドリーム） –                                                                  | — | Erstveröffentlichung: 1979               |
| 1979 | Namida wo Umi ni Kaeshitai（涙を海に返したい） –                                                      | — | Erstveröffentlichung: 1979               |
| 1979 | Inspiration（インスピレーション） –                                                                   | — | Erstveröffentlichung: 1979               |
| 1980 | Kaze no Jealousy（風のジェラシー） –                                                                  | — | Erstveröffentlichung: 1980               |
| 1980 | Kawaii Boring（可愛いポーリン） –                                                                     | — | Erstveröffentlichung: 1980               |
| 1981 | Cotton Kibun（コットン気分） –                                                                        | — | Erstveröffentlichung: 1981               |
| 1981 | Ikoku no Dekigoto（異国の出来事） –                                                                   | — | Erstveröffentlichung: 1981               |
| 1982 | Espresso de Nerenai（エスプレッソで眠れない） –                                                       | — | Erstveröffentlichung: 1982               |
| 1982 | Omoikiri American（思いきりアメリカン） –                                                             | — | Erstveröffentlichung: 1982               |
| 1982 | Fly by day –                                                                                          | — | Erstveröffentlichung: 1982               |
| 1983 | Lady Sunshine –                                                                                       | — | Erstveröffentlichung: 1983               |
| 1983 | Cat’s Eye –                                                                                           | — | Erstveröffentlichung: 1983               |
| 1983 | Kanashimi ga Tomaranai（悲しみがとまらない） –                                                        | — | Erstveröffentlichung: 1983               |
| 1984 | Kimama ni Reflection（気ままに Reflection） –                                                         | — | Erstveröffentlichung: 1984               |
| 1985 | 16 (Sixteen) Beat –                                                                                   | — | Erstveröffentlichung: 1985               |
| 1986 | Oriental Rose（オリエンタル・ローズ） –                                                               | — | Erstveröffentlichung: 1986               |
| 1986 | Morning Squall（モーニング スコール） –                                                               | — | Erstveröffentlichung: 1986               |
| 1986 | Trouble in Paradise –                                                                                 | — | Erstveröffentlichung: 1986               |
| 1987 | Happy end de Furaretai（Happy end でふられたい） –                                                    | JP17 (7 Wo.)JP | Erstveröffentlichung: 21. März 1987      |
| 1987 | Surf & Tears –                                                                                        | — | Erstveröffentlichung: 1987               |
| 1988 | Summer Candles –                                                                                      | JP16 (16 Wo.)JP | Erstveröffentlichung: 13. Juli 1988      |
| 1988 | Snow Flake no Machikado（スノーフレイクの街角） –                                                     | — | Erstveröffentlichung: 21. Mai 1988       |
| 1991 | Sweet Emotion –                                                                                       | JP13 (10 Wo.)JP | Erstveröffentlichung: 14. Februar 1991   |
| 1991 | Back to the basic –                                                                                   | JP43 (5 Wo.)JP | Erstveröffentlichung: 21. Juni 1991      |
| 1991 | Uso Nara Yasashiku（嘘ならやさしく）/ Last Love（ラスト ラブ） –                                      | JP14 (7 Wo.)JP | Erstveröffentlichung: 21. November 1991  |
| 1992 | Lani: Heavenly Garden –                                                                               | JP18 (9 Wo.)JP | Erstveröffentlichung: 3. Juni 1992       |
| 1993 | Dolphin Ring（ドルフィン・リング） –                                                                  | JP9 Gold · (11 Wo.)JP | Erstveröffentlichung: 7. April 1993      |
| 1994 | All of you –                                                                                          | JP27 (8 Wo.)JP | Erstveröffentlichung: 17. Juni 1994      |
| 1994 | Share Hitomi no Naka no Hero（Share 瞳の中のヒーロー） –                                              | JP47 (3 Wo.)JP | Erstveröffentlichung: 18. November 1994  |
| 1995 | Legends of Love –                                                                                     | — | Erstveröffentlichung: 19. August 1995    |
| 1996 | Ano Natsu ni Modoritai（あの夏に戻りたい） –                                                          | JP50 (3 Wo.)JP | Erstveröffentlichung: 19. Juli 1996      |
| 1996 | Mou Hitotsu no Birthday（もうひとつのBirthday） –                                                     | — | Erstveröffentlichung: 21. August 1996    |
| 1997 | Cat’s Eye-2000 –                                                                                      | JP47 (5 Wo.)JP | Erstveröffentlichung: 21. August 1997    |
| 1997 | Future For You –                                                                                      | — | Erstveröffentlichung: 21. November 1997  |
| 1998 | Eternity –                                                                                            | JP—JP | Erstveröffentlichung: 8. April 1998      |
| 1998 | Natsu no Tsuki（夏の月） –                                                                            | JP22 (14 Wo.)JP | Erstveröffentlichung: 10. Juni 1998      |
| 1999 | Aenai Setsunasa to（逢えないせつなさと） –                                                            | — | Erstveröffentlichung: 21. Mai 1999       |
| 2001 | Sunset Beach Hotel –                                                                                  | JP—JP | Erstveröffentlichung: 22. August 2001    |
| 2004 | Return To The Silence –                                                                               | — | Erstveröffentlichung: 21. Juli 2004      |
| 2005 | Field of Lights –                                                                                     | — | Erstveröffentlichung: 28. September 2005 |
| 2008 | Mou Kanashikunai: Anri 30th Anniversary Edition（もう悲しくない 〜anri 30th anniversary edition〜） – | — | Erstveröffentlichung: 9. April 2008      |

### Boxsets
- 2020: Anri in the Box (For Life)
- 2023: Coool / Timely (For Life)
- 2023: Heaven Beach / Bi・Ki・Ni (For Life)